# Anna Maria Ferrero
Anna Maria Ferrero, született Anna Maria Guerra (Róma, 1934. február 18. – Párizs, Franciaország, 2018. május 21.) olasz színésznő.

## Filmjei
- Il cielo è rosso (1950)
- Az élet visszavár (Domani è un altro giorno) (1951)
- A tiltott Krisztus (Il Cristo proibito) (1951)
- Lorenzaccio (1951)
- Le due verità (1952)
- Ragazze da marito (1952)
- Lo sai che i papaveri (1952)
- La muta di Portici (1952)
- Fanciulle di lusso (1953)
- Hűtlen asszonyok (Le infedeli) (1953)
- Siamo tutti inquilini (1953)
- Febbre di vivere (1953)
- A legyőzöttek (I vinti) (1953)
- Nápolyiak Milánóban (Napoletani a Milano) (1953)
- Capitan Fantasma (1953)
- Egy nap a parkban (Villa Borghese) (1953, a Pi-greco részben)
- Verdi (1953)
- Viva la rivista! (1953)
- Il conte di Sant'Elmo (1953)
- Szegény szerelmesek krónikája (Cronache di poveri amanti) (1954)
- Canzoni di mezzo secolo (1954)
- Guai ai vinti (1954)
- Una parigina a Roma (1954)
- Totò e Carolina (1955)
- La vedova X (1955)
- Amleto (1955, tv-film)
- Il falco d'oro (1955)
- Canzoni di tutta Italia (1955)
- Háború és béke (War and Peace) (1956)
- La rivale (1956)
- Suprema confessione (1956)
- Giovanni dalle bande nere (1956)
- Cime tempestose (1956, tv-film)
- Kean, a zseni és fenegyerek (Kean - Genio e sregolatezza) (1957)
- Los amantes del desierto (1957)
- Capitan Fuoco (1958)
- Questa mia donna (1958, tv-film)
- La notte brava (1959)
- Le sorprese dell'amore (1959)
- L'impiegato (1960)
- A matador (Il mattatore) (1960)
- Austerlitz (1960)
- Culpables (1960)
- I delfini (1960)
- Il gobbo (1960)
- Gastone (1960)
- Fracasse kapitány (Le capitaine Fracasse) (1961)
- Egy napra oroszlánok (Un giorno da leoni) (1961)
- L'oro di Roma (1961)
- Una domenica d'estate (1962)
- Nápoly négy napja (Le quattro giornate di Napoli) (1962)
- Un marito in condominio (1963)
- Kontraszex (Controsesso) (1964, a Cocaina di domenica részben)